# Fabián Balbuena
Fabián Cornelio Balbuena González (ur. 23 sierpnia 1991 w Ciudad del Este) – paragwajski piłkarz występujący na pozycji obrońcy w rosyjskim klubie Dinamo Moskwa oraz w reprezentacji Paragwaju. W swojej karierze grał także w takich zespołach jak Cerro Porteño, Rubio Ñú, Nacional, Libertad, i West Ham United. Znalazł się w kadrze na Copa América 2016.